# 埃斯卡尔康斯
埃斯卡尔康斯（法語：Escalquens，法語發音：[ɛskalkɛ̃s]）是法国上加龙省的一个市镇，属于图卢兹区。

## 地理
埃斯卡尔康斯（43°31'4"N, 1°33'39"E）面积8.42 平方千米，位于法国奧克西塔尼大區上加龙省，该省份为法国西南部内陆省份，西南端与西班牙接壤，自此顺时针与上比利牛斯省、热尔省、塔恩-加龙省、塔恩省、奥德省和阿列日省接壤。
与埃斯卡尔康斯接壤的市镇（或旧市镇、城区）包括：圣奥朗斯-德加姆维尔、欧济耶勒、贝尔贝罗、卡斯塔内托洛桑、拉贝日、奥达尔、蓬佩尔蒂扎。

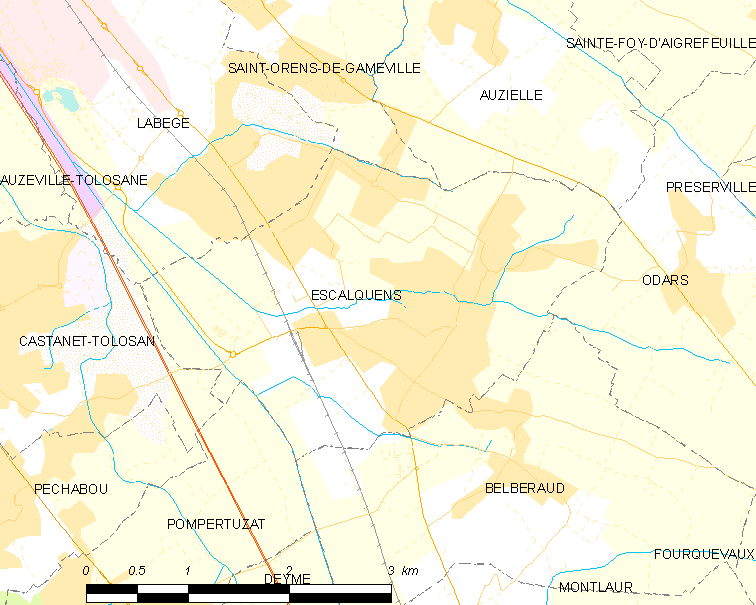
埃斯卡尔康斯的OSM定位图

埃斯卡尔康斯的时区为UTC+01:00、UTC+02:00（夏令时）。

## 行政
埃斯卡尔康斯的邮政编码为31750，INSEE市镇编码为31169。

## 政治
埃斯卡尔康斯所属的省级选区为埃斯卡尔康斯县。

## 人口

1962-2008年间埃斯卡尔康斯人口变化图示

埃斯卡尔康斯于2022年1月1日时的人口数量为6990人。

## 图集

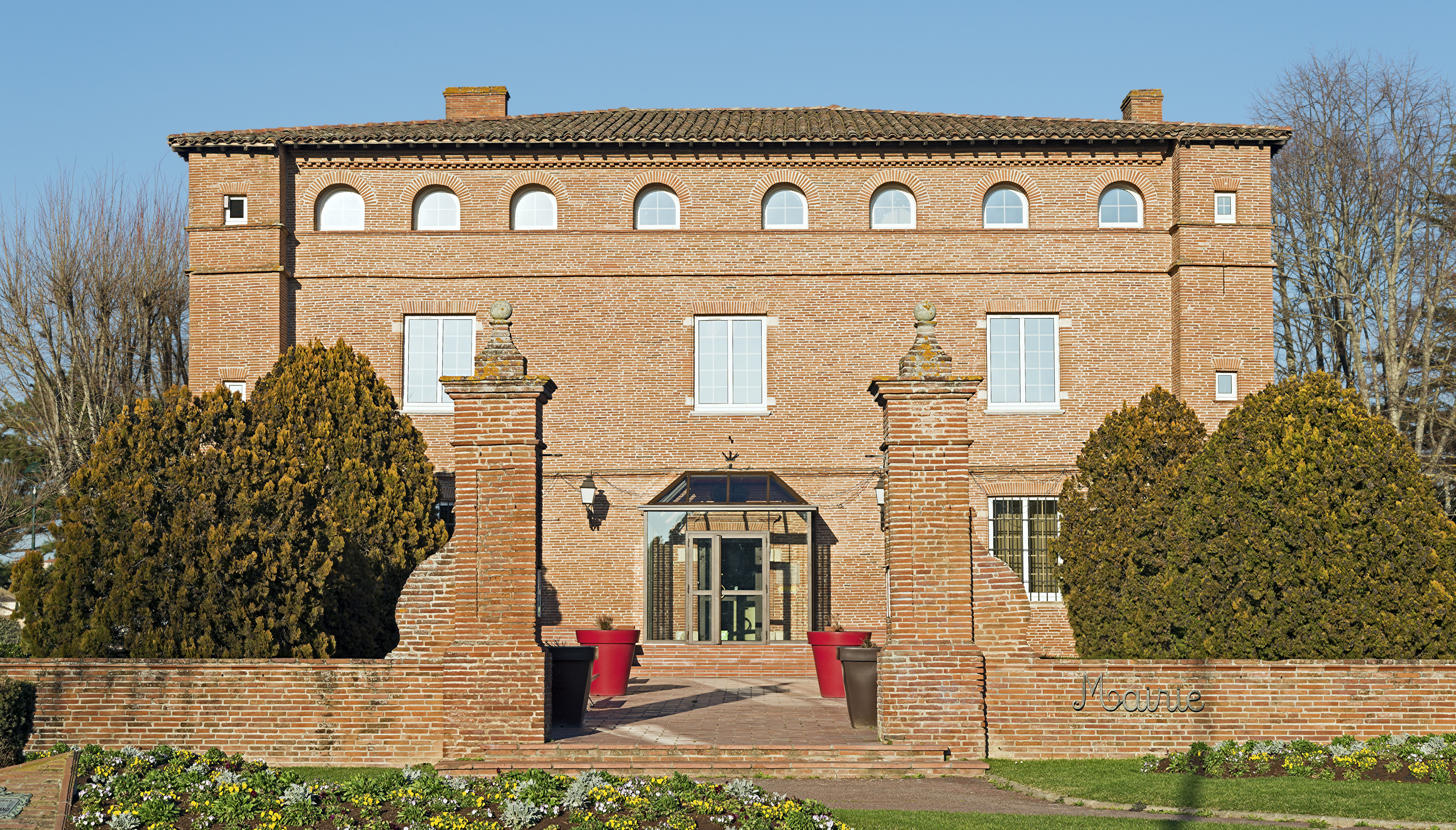
市政厅
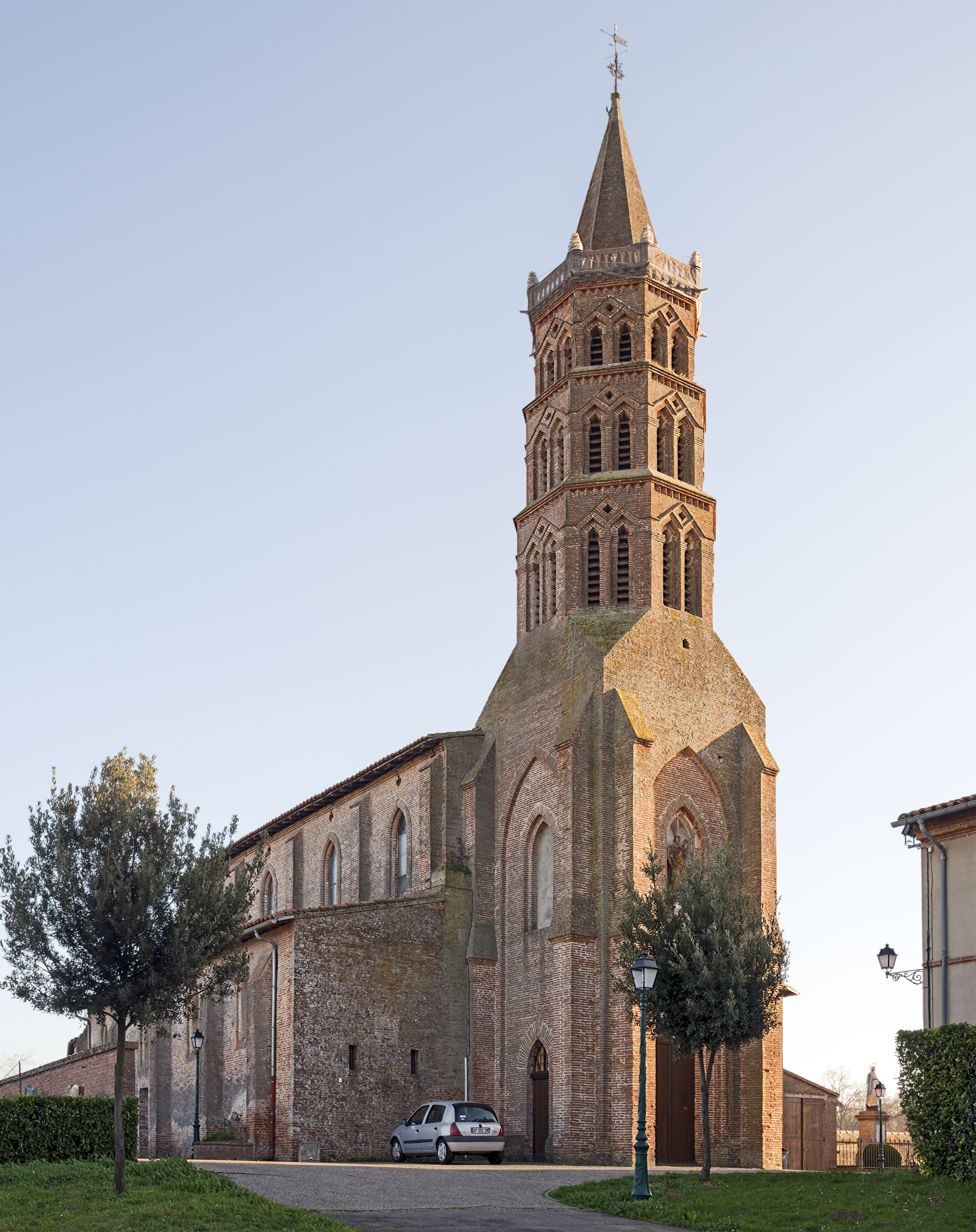
圣马丁教堂
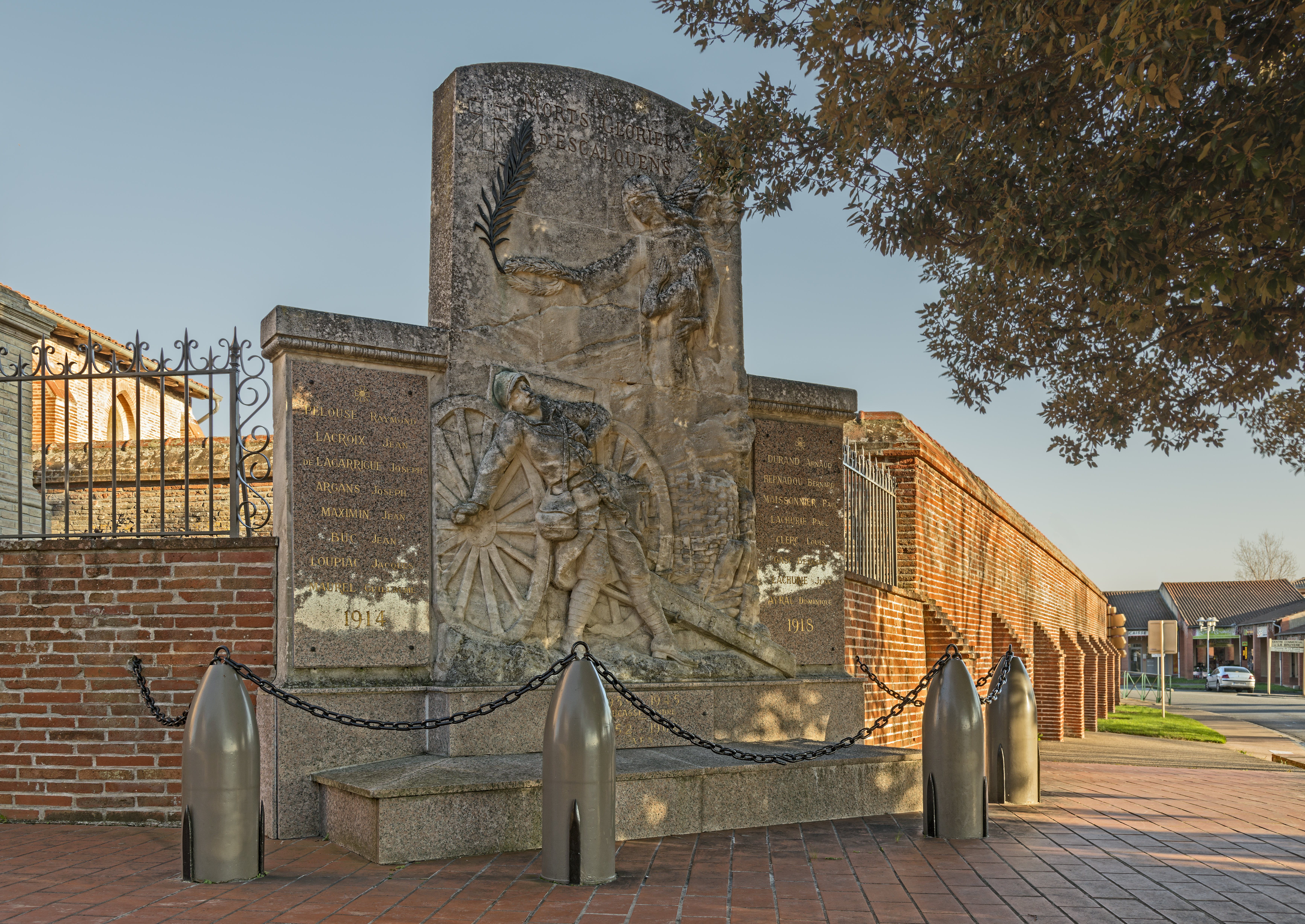
战争纪念碑